# Гагарин, Андрей Петрович
Андре́й Петро́вич Гага́рин (9 июля 1934, Ленинград — 30 января 2011, Мэриленд, США) — специалист в области квантовой электроники и физической оптики, профессор (1997), доктор физико-математических наук (1999).
Председатель правления Санкт-Петербургского губернского Дворянского Собрания (1994—2011). Потомок княжеского рода Гагариных, Рюрикович.

## Биография
Андрей Петрович Гагарин родился 9 июля 1934 года в Ленинграде. Его отец, Пётр Андреевич Гагарин — младший сын Андрея Григорьевича Гагарина, первого директора Петербургского политехнического института, работал старшим проектировщиком института Гипрошахт. В 1937 году Пётр Андреевич был арестован, осуждён по 58-й статье и в начале 1938 года расстрелян. Впоследствии, в 1965 году, реабилитирован.
Мать — Варвара Васильевна, урождённая Шешина, доктор филологических наук, профессор филологического факультета СПбГУ. Вследствие ареста мужа три года находилась в ссылке.
После войны вышла замуж за кораблестроителя В. М. Бурлакова, который в 1946 году усыновил Андрея, что привело к изменению его фамилии и отчества. Фамилию отчима Андрей носил до 1972 года.
В 1952 году Андрей окончил школу и поступил в Ленинградский институт точной механики и оптики (ЛИТМО), но вскоре перевёлся на физический факультет Ленинградского государственного университета (ЛГУ), обучение в котором завершил в 1958 году. В 1954 году в качестве студента-практиканта начал работать в Государственном оптическом институте им. С. И. Вавилова (ГОИ). С начала 1970-х в течение длительного времени являлся сотрудником подразделения ГОИ, расположенного в г. Сосновый Бор. С 1977 по 1989 год был начальником лаборатории силовой оптики. В 1994 году, не прекращая деятельности в ГОИ, стал работать в Санкт-Петербургском государственном политехническом университете (СПбГПУ) сначала в качестве доцента, а затем профессора.
В 1972 году, после реабилитации отца, добился возвращения себе своих родовых фамилии и отчества.
В Санкт-Петербурге проживал в знаменитом Толстовском доме.
Похоронен на Богословском кладбище Санкт-Петербурга.

## Семья
А. П. Гагарин был трижды женат. Отец троих детей: 
Марии Андреевны Гагариной, Дмитрия Андреевича Гагарина и Юлии Андреевны Гагариной

## Научная работа
Основным направлением научной работы А. П. Гагарина было исследование взаимодействия мощного лазерного излучения с конденсированными средами. В начале 70-х годов под его руководством была создана лазерная установка с уникальными для своего времени параметрами и измерительный комплекс для неё. Использование вновь полученных экспериментальных возможностей позволило А. П. Гагарину провести широкий комплекс работ по исследованию явлений, возникающих при крупномасштабном воздействии лазерного излучения на металлы и оптические стёкла, и получить ряд новых результатов. В частности, им обнаружены и изучены эффект избирательного окисления металлов под действием лазерного излучения и парофазный механизм образования окисных плёнок при окислении некоторых металлов в результате их нагрева моноимпульсным лазерным излучением в атмосфере. Им исследованы динамика начальных стадий и механизмы развития поверхностного оптического пробоя стёкол лазерным излучением.
Он был одним из создателей нового направления силовой оптики — нерезонансной светотермохимии. Заложил основы исследований функционального поражения оптической аппаратуры, вызываемого воздействием на неё лазерного излучения. Кроме того, он занимался исследованиями в области электролюминесценции и нелинейной оптики.
В 1968 году защитил диссертацию на соискание учёной степени кандидата физико-математических наук, в 1999 году стал доктором физико-математических наук.
А. П. Гагарин опубликовал более 120 научных работ, он являлся автором 7 изобретений, им написан ряд статей, опубликованных в Большой советской энциклопедии и в Физической энциклопедии.

## Общественная и просветительская деятельность
В 1989 году А. П. Гагарин был избран главой Санкт-Петербургского дворянского союза, в 1994 году — председателем правления Санкт-Петербургского губернского Дворянского Собрания. Этот пост он занимал бессменно вплоть до своей кончины в 2011 году. С 1997 года являлся официальным представителем Союза русских дворян (Union de la Noblesse Russe, UNR) в России, в течение длительного времени был единственным из России, кто в качестве представителя русского дворянства принимал участие в работе международной организации — Комиссии по Информации и Связям Дворянских Ассоциаций Европы (CILANE). Руководил благотворительной работой фонда Гагариных в Санкт-Петербурге.
Вёл исследования и опубликовал ряд статей по истории рода Гагариных в XIX—XX веках. Перевёл на русский язык воспоминания Г. А. Гагарина, опубликованные затем в журнале «Звезда». Написал развёрнутое предисловие к подготовленному при его участии изданию воспоминаний своего прадеда Д. А. Оболенского. К 150-летию А. Г. Гагарина подготовил и опубликовал (в соавторстве) его биографию. Состоял членом Русского генеалогического общества (РГО).
Занимался просветительской деятельностью. Входил в состав оргкомитета краеведческих чтений «Порхов — Холомки», посвящённых истории имения «Холомки», принадлежавшего его деду А. Г. Гагарину. Многократно сам выступал на чтениях с сообщениями и привлёк к участию в них историков, генеалогов и краеведов из Москвы, Санкт-Петербурга и других городов России. В течение ряда лет прилагал усилия для сохранения и возрождения усадьбы «Холомки», которая благодаря энергии и настойчивости семьи Гагариных и многих других была передана в постоянное владение Санкт-Петербургскому политехническому университету и получила статус структурного подразделения университета. По завершении длившихся девять лет реставрационных работ, финансировавшихся университетом,   в мае 2013 г. усадьба была открыта вновь.
Был членом Русского географического общества и Всероссийского астрономо-геодезического общества.

## Избранные труды
- Гагарин А. П., Иванова И. Н., Пудков, С. Д., Либенсон М. Н. Изменение отражающих свойств металла под воздействием мощного светового потока // ЖТФ. — 1977. — Т. 47, № 7. — С. 1523-1528.
- Гагарин А. П., Глебов Л. Б., Докучаев В. Г. Потемнение стекла под действием излучения эрозионной лазерной плазмы // Квантовая электроника. — 1977. — Т. 4, № 9. — С. 1996-2000.
- Гагарин А. П., Глебов Л. Б., Докучаев В. Г., Ефимов О. М., Попова Л. Б., Толстой М. Н. Влияние поглощающих примесей на оптический пробой силикатных стёкол высокой чистоты // ЖТФ. — 1982. — Т. 52, № 1. — С. 101-104.
- Гагарин А. П., Дорофеев В. Г., Пудков С. Д. Изменение отражательной способности и термостойкости сплавов металлов при избирательном окислении // Известия АН СССР, сер. физ.. — 1985. — Т. 49, № 6. — С. 1221-1223.
- Бонч-Бруевич А. М., Гагарин А. П., Дорофеев И. А., Либенсон М. Н., Пудков С. Д. Парофазный механизм лазерного окисления металлов // Письма в ЖТФ. — 1987. — Т. 13, № 18. — С. 1093-1097.
- Гагарин А. П. Бугера — Ламберта — Бера закон // Физическая энциклопедия / Гл. ред. А. М. Прохоров. — М.: Советская энциклопедия, 1988. — Т. 1. — С. 232-233. — 704 с. — 100 000 экз.
- Гагарин А. П., Шумков А. А. Князья Гагарины // Дворянский календарь. — СПб.: ВИРД, 1997. — Т. 4. — С. 25-40.